# تشاباك (فلم)
تشاباك (بالهندية: छपाक) (بالإنجليزية: Chhapaak) هو فيلم هندي لعام 2020 باللغة الهندية فيلم من الدراما السيرة الذاتية بناء على حياة الناجين من الهجوم الحمضي لاكسمي أغاروال. إخراج ميجنا غولزار، نجوم السينما ديبيكا بادوكون في دور قيادي لشخصية مستوحاة من أغاروال بطولة رجالية فيكرانت ماسي ومادهورجيت سارغي. لقد كان أول ظهور لإنتاج بادكون، وعودة التمثيل بعد سنتين من الانقطاع بعد فيلم بادمافاتي (2018). تم دعم الفيلم بشكل مشترك من قبل فوكس ستار ستوديوز، كا للإنتاج، إنتاج أفيرنوس وأفلام مريجا.
تم إطلاق العمل بالسينما من مارس إلى يونيو 2019 في مواقع قريبة نيودلهي ومومباي. تم إصدار الفيلم في جميع أنحاء العالم في 10 يناير 2020 في دور السينما، وتم إعلان إعفائه من الضرائب في تشاتيسغار، مدهيا برديش وراجستان.

## القصة
مراسل يدعى ألكا يلتقي أمول دويفيدي، صانع مؤسسة لهجوم الحمض الناجون، ويبلغه عن مالتي، أحد هؤلاء الناجين يقاتل من أجل فرض حظر على بيع الحمض. تبحث مالتي عن عمل، وتوظفها أمول في منظمته.
في أبريل 2005، تعرضت مالتي للهجوم بالحمض في شارع سوق مزدحم في نيودلهي. تحقق الشرطة-بناء على شهادة مالتي وصديقها راجيش، يشتبهون في بشير «بابو» خان، صديق عائلة مالتي، وزوجة أخيه بارفين شيخ. اعتقلت الشرطة بابو بعد تثليث إشارة هاتفه في نفس المنطقة التي وقع فيها الهجوم، بينما خضعت مالتي لسلسلة من العمليات الجراحية لإعادة بناء وجهها المتضرر بشدة. يعمل والدا مالتي كمساعد منزلي في منزل شيراز; تساعد ماليا في علاج مالتي وتستأجر أرتشانا باجاج لتكون محاميتها.
تلاحظ أركانا أن الهجمات الحمضية وحرق شخص ما بالماء الساخن تندرج تحت نفس القسم من قانون العقوبات الهندي، وبالتالي فإن العقوبة ستكون هي نفسها. في جلسات الاستماع الأولى، من الواضح أن بابو وبارفين مذنبان، حيث تم تأكيد قصة مالتي من قبل الشهود وبارفين لديه أصابع محترقة من إلقاء الحمض. ومع ذلك، بما أن القانون لا يعامل الهجوم الحمضي كجريمة خطيرة، فإن بابو قادر على الكفالة والاستمرار في حياته. يعترف مالتي الحاجة إلى تغيير في القانون واللوائح على بيع حمض، وقالت وأركانا إعداد عريضة. وفي الوقت نفسه، يتم تشخيص شقيق مالتي روهيت بمرض السل المعوي المتقدم.
في أغسطس 2009، حكمت المحكمة على بشير خان بالسجن لمدة 10 سنوات وبرفين شيخ بالسجن لمدة 7 سنوات، لكنها استأنفت المحكمة العليا. يجمع مالتي الأموال للعلاج والإجراءات القانونية للناجين الآخرين من هجوم الحمض. نجحت في نهاية المطاف في تعديل قانون العقوبات. في عام 2013، أدى هجوم حمض آخر في مومباي إلى مقتل بينكي راثور، مما أدى إلى غضب شعبي ولوائح بشأن بيع الحمض. يصبح مالتي وجه الناجين من الهجوم الحمضي ويطور مشاعر تجاه أمول.
تبين أن بشير خطط للهجوم الحمضي على مالتي في الغيرة، ونفذها بمساعدة بارفين. في أكتوبر 2013، رفضت محكمة دلهي العليا استئناف بشير، مما أبقى المهاجمين في السجن. ينتهي الفيلم بهجوم حمض آخر في ديسمبر 2013، ويأسف أنه على الرغم من اللوائح الجديدة والتعرض لوسائل الإعلام، لم ينخفض تواتر الهجمات الحمضية، بينما لا يزال يتم شراء الحمض وبيعه بحرية في الهند.
ويستند الفيلم على قصة من واقع الحياة من هجوم الحمض الناجي لاكسمي أغاروال.

## فريق العمل
- ديبيكا بادوكون في دور مالتي شوهان.
- فيكرانت ماسي بدور أمول دويفيدي.
- مادورجيت سارغي بدور أرشانا باجاج.
- ديفاس ديكسيت في دور مانيش.
- أناند تيواري مثل السيد. باجاج.
- فابافي أبيديايا بدور ميناكشي.
- بايال ناير بدور شيراز جمشيدجي.
- فيشال داهيا بدور بشير «بابو» الشيخ، مهاجم الحامض.
- عنكيت بشت في دور راجيش.
- جيتا أغاروال في دور مادوليكا شوهان، والدة مالتي.
- دلزاد هيوال في دور روهيت شوهان، شقيق مالتي.
- فارون كيتان في دور المصور مع ألكا.
- بهارتي جولا في دور والدة تسنيم.
- أنجانا أم كاشياب بدور نفسها.
- بالافي باترا بدور هارديب كور.
- صني جيل في دور السائق أنوب سينغ.
- سانجاي جورباساني كطبيب مالتي.
- ميكي مخيجة محاميًا عامًا.
- ساكشي بينيبوري كزوجة بشير

## الإصدار

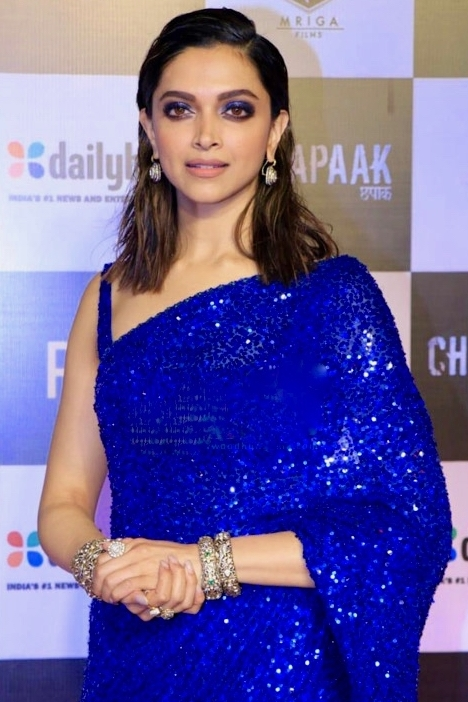
ديبيكا بادكون في تشاباك بريميير

سمحت الحكومة بعرض الفيلم دون دفع الضرائب في ولايات تشهاتيسجاره، ماديا براديش وراجستان.
في 7 يناير 2020، انضم بادكون إلى تجمع احتجاجي في جامعة جواهر لال نهرو ضد ال هجوم جنو 2020 ضد الطلاب اليساريين ومرور الجهاز المركزي للمحاسبات 2019. أغضبت الزيارة قادة حزب بهاراتيا جاناتا الذين عبروا عنها في وسائل التواصل الاجتماعي. قريبا جدا، علامات التصنيف بوكوتشهاباك و بلوك ديبيكا بدأت تتجه في تويتر الهندي مع أعضاء شاغل الوظيفة حزب بهاراتيا جاناتا المساهمة في انتشاره. ردا على ذلك، إيسوبورتديبيكا تم طرحها والتي اكتسبت قوة جذب أكبر وبحلول نهاية اليوم، زاد عدد متابعيها بشكل ملحوظ. الممثل فارون داوان تحدث عن دعوات مماثلة لمقاطعة فيلمه ديلويل، وذكر أن المقاطعة قد تضر بالعمل، لذلك يتم استخدامه كتكتيكات تخويف تهدف إلى منع الناس من التعبير عن رأيهم في الأماكن العامة. وأيد ديبيكا في إدانة الهجمات قائلا إنه من الخطأ عدم القيام بذلك.
في 8 يناير، أشار مستخدمو وسائل التواصل الاجتماعي إلى أن المخرجة ميجنا جولزار قد غيرت اسم وديانة المهاجمين وأفراد أسرهم في الفيلم. بوابة الأخبار على الإنترنت مثل سواراجيا موقع إخباري على الإنترنت مثل الرأي وذكرت أن اسم المهاجم الذي كان مسلما في الحياة الحقيقية، تم تغيير إلى اسم هندوسي «راجيش»، في الفيلم. النائب عن حزب بهاراتيا جاناتا ووزير الدولة للبيئة والغابات وتغير المناخ بابول سوبريو ودعا التغيير المتعمد و«النفاق المطلق». حزب النائب من جنوب دلهي، راميش بدهوري إجراء مكالمات للجمهور لمقاطعة الفيلم. حزب بهاراتيا سوبرامانيان سوامي يطلق عليه التشهير وإبلاغ الإجراءات القانونية ضد صناع لهذا الغرض.مومباي مرآة ذكرت أنه في الماضي كان لدى صانعي الأفلام الذين يصنعون أفلاما تستند إلى حوادث واقعية الحرية في تغيير الأسماء وكذلك القصة في أفلامهم. شوهدت زيارة ديبيكا إلى جامعة جنو من قبل مومباي مرآة كسبب لموقف عدواني اتخذ ضد الفيلم. تم فضح هذه الادعاءات من قبل المؤسس المشارك ل أخبار, أبهيناندان سخري، الذي كان قد شاهد عرض خاص للفيلم تشاباك في دلهي. وذكر أن ادعاءات المهاجم المنتمي إلى الديانة الهندوسية كانت كاذبة، لأن الفيلم أظهره كمسلم. ذكرت الصحفية راديكا شارما من الوكالة أن راجيش كان اسم صديق مالتي. كان المهاجم الحمضي يدعى بشير«بابو» خان في الفيلم.
واتخذت المحامية أبارنا بهات، التي مثلت أغاروال في القضية التي قاتلت في محاكم باتيالا هاوس، إجراءات قانونية ضد صانعي الفيلم لعدم ذكرها في الفيلم، «لحماية هويتها والحفاظ على سلامتها».

## العرض الأول
في مراجعة مجمع الموقع روتن توميتوز، الفيلم يحمل تصنيف 88% بناء على 17 التعليقات، مع متوسط درجة 6.7/10. تيو بوجبي من صحيفة نيويورك تايمز استعرض ذلك تشاباك «ينجح في موازنة التطرف. إنها في آن واحد قصة ملهمة ممتعة ومزدهرة، وتصوير واقعي للآثار الوحشية للهجمات الحمضية.» شوبرا غوبتا من انديان اكسبريس الفضل في الفيلم لتصوير «الدراما دون ميلودراما اللعين» وسلط الضوء على«الصلبة، أداء أدركت» بادكون ليكون أصولها رئيس الوزراء. آنا م. م. فيتيكاد من فيرست بوست في مراجعة مختلطة كتب، «مزيج ماسي يحقق ما هو تشاباك مطلوب ككل. بدون ذلك، ما تبقى لنا هو النوايا الحسنة، قلب في المكان المناسب، نجم كبير يخاطر بشكل كبير بدور غير تقليدي ومجموعة من الإيجابيات التي لا تجتمع بطريقة ما لتقديم تجربة غامرة.» الكتابة ل الهندوس, نامراتا جوشي لخص أن «أداء بادكون واتجاه ميجنا جولزار يضمنان ذلك تشاباك هو مثل هذا النبأ الذي يترك لك ضبابية مع العواطف، إن لم يكن منقوع تماما». أنكور باتاك من هافبوست وصفها بأنها «تعليق اجتماعي قوي بهدوء، فيلم لا يسمح لك أبدا بالراحة» واعتبر أداء بادكون أفضل حياتها المهنية.
عدي بهاتيا من النعناع كتب أنه «يسلط الضوء بجدية على رعب شائع محبط»، مضيفا أنه«يتعامل بشكل مباشر مع موضوعه دون تجاوزه تماما». في مراجعة مختلطة، أنوباما شوبرا أشاد بأداء بادكون، لكنه أضاف أن الفيلم «يحوم بشكل خطير على وشك أن يصبح إعلان خدمة عامة. تصبح الرسائل أكبر من الفيلم، مما يقلل من التأثير». على العكس من ذلك، سوكانيا فيرما من Rediff.com أثنى على جولزار لتوثيقه "تشاباك" الواقع القاتم دون إغفال تصميم شخصيتها الهادئ على محاربة الأسباب التي تجعل مثل هذه الجرائم البشعة ممكنة في المقام الأول".

## موسيقى تصويرية
تم تأليف موسيقى الفيلم من شانكار-إحسان-لوي بينما يتم كتابة كلمات من قبل غولزار.
| #  | عنوان                    | المدة |
| -- | ------------------------ | ----- |
| 1. | "Nok Jhok"               | 3:58  |
| 2. | "Chhapaak – Title Track" | 4:39  |
| 3. | "Khulne Do"              | 2:40  |
| 4. | "Sab Jhulas Gaya"        | 1:24  |

## شباك التذاكر
تشاباك حصل 4.77 كرور في شباك التذاكر المحلي في يوم افتتاحه. في اليوم الثاني، جمع الفيلم 6.90 كرور. في اليوم الثالث، جمع الفيلم 7.35 كرور روبية، مع مجموعة عطلة نهاية الأسبوع الافتتاحية الإجمالية ل 19.02 كرور روبية.
اعتبارًا من 7 فبراير 2020, بإيرادات صافية قدرها 40.57 كرور روبية في الهند و14.87 كرور روبية في الخارج، حقق الفيلم مجموعة عالمية قدرها 55.44 كرور روبية.

## الجوائز
| جائزة داداساهب فالك | عام 2021       | فئة أفضل ممثلة   | المستفيد (المستفيدون)       | النتيجة [وون] | مرجع   |
| ------------------- | -------------- | ---------------- | --------------------------- | ------------- | ------ |
| جوائز آكتا          | 30 نوفمبر 2020 | أفضل فيلم آسيوي  | ميجنا غولزار وديبيكا بادكون | رُشِّح           | [ 33 ] |
| جوائز فيلم فير      | 27 مارس 2021   | أفضل ممثلة       | ديبيكا بادكون               | رُشِّح           | [ 34 ] |
| جوائز فيلم فير      | 27 مارس 2021   | أفضل شاعر غنائي  | غولزار (لفيلم تشاباك)       | فوز           | [ 34 ] |
| جوائز فيلم فير      | 27 مارس 2021   | أفضل مدير موسيقى | شانكار-إحسان-لوي            | رُشِّح           | [ 34 ] |
| جوائز فيلم فير      | 27 مارس 2021   | أفضل تصميم زي    | أبيلاشا شارما               | رُشِّح           | [ 34 ] |

## التأثير
بعد إصدار الفيلم، حالة أوتارانتشال أعلن عن نظام معاشات جديد للناجين من هجوم الحمض.

## روابط خارجية
- مقالات تستعمل روابط فنية بلا صلة مع ويكي بيانات